# II powstanie kornijskie
II powstanie kornijskie – powstanie w Kornwalii we wrześniu 1497 roku po tym, jak pretendent do tronu, Perkin Warbeck, wylądował w pobliżu Land’s End 7 września z grupą 120 ludzi. Była to kolejna próba przeprowadzona przez Warbecka po I powstaniu kornijskim sprzed kilku miesięcy, gdy Kornwalijczycy odnieśli pod Blackheath 17 czerwca 1497 roku zwycięstwo nad siłami królewskimi. Warbeck obiecał ludności zniesienie nadzwyczajnych podatków wprowadzonych na potrzeby wojny ze Szkocją, co zapewniło mu bardzo przychylne przyjęcie. Gdy zdecydował zaatakować Exeter jego zwolennicy ogłosili go Ryszardem IV na Bodmin Moor. Siły Warbecka liczyły ok. 6'000 ludzi.
Henryk VII Tudor do zdławienia powstania wysłał Gilesa Daubeny’ego, co spowodowało ucieczkę Warbecka. Pojmano go w Beaulieu Abbey w Hampshire. Król Henryk VII dotarł do Kornwalii 4 października 1497 roku, oczekując na kapitulację kornijskiej armii. Wkrótce została pojmana większość przywódców rebelii.
Warbeck został powieszony 23 listopada 1499 roku.